# Adele Jergens
Adele Jergens (Brooklyn, 26 de novembro de 1917 – Camarillo, 22 de novembro de 2002) foi uma atriz estadunidense.

## Carreira
Jergens ganhou destaque no final da década de 1930, quando foi nomeada "Miss Mais Bela do Mundo" na Feira Mundial de Nova York de 1939. No início da década de 1940, trabalhou brevemente como Rockette e foi considerada a showgirl número um da cidade de Nova York.
Após alguns anos de trabalho como modelo e corista, incluindo atuar como substituta de Gypsy Rose Lee no espetáculo da Broadway Star and Garter em 1942, Jergens assinou um contrato com a Columbia Pictures em 1944 e tingiu seu cabelo castanho para loiro.
No início de sua carreira, ela geralmente era escalada para papéis de dançarina, como em Down to Earth (1947), estrelado por Rita Hayworth, The Dark Past (1948), com William Holden, e Armored Car Robbery (1950).
Jergens interpretou a mãe de Marilyn Monroe em Ladies of the Chorus (1948), apesar de ser apenas nove anos mais velha que Monroe. Ela também fez o papel da garota de um criminoso em Try and Get Me (1950) e apareceu no filme Abbott and Costello Meet the Invisible Man (1951).
Ela teve um papel em The Cobweb (1955), dirigido por Vincente Minnelli e estrelado por Richard Widmark e Lauren Bacall. Além disso, trabalhou no programa de rádio dos anos 1950 Stand By for Crime, interpretando Glamourpuss Carol Curtis, ao lado de seu marido na vida real, Glenn Langan, que interpretava Chuck Morgan.

## Vida pessoal
Em 1949, durante as filmagens de Treasure of Monte Cristo, um filme noir ambientado em São Francisco, ela conheceu e se casou com o colega de elenco Glenn Langan. Eles permaneceram casados até sua morte por linfoma em 26 de janeiro de 1991, aos 73 anos.
Eles tiveram um filho, um menino, Tracy Langan, que acabou trabalhando em Hollywood como técnico de cinema. Ele morreu de um tumor cerebral em 2001. 

## Morte
Jergens morreu de pneumonia em 22 de novembro de 2002, em sua casa em Camarillo, Califórnia , quatro dias antes de completar 85 anos. 
Ela foi enterrada ao lado do marido e do filho no Cemitério Oakwood Memorial Park em Chatsworth, Califórnia.

## Filmografia parcial
- Hello Frisco, Hello (1943) – Corista (sem créditos)
- Sweet Rosie O'Grady (1943) – No restaurante no Delmonico's / Corista (sem créditos)
- Jane Eyre (1943) – Mulher na festa (sem créditos)
- The Gang's All Here (1943) – Corista (sem créditos)
- Pin Up Girl (1944) – Funcionária da cantina (sem créditos)
- Black Arrow (1944) – Mary Brent
- Dancing in Manhattan (1944) – Darnelle (sem créditos)
- Together Again (1944) – Gilda LaVerne (sem créditos)
- Tonight and Every Night (1945) – Corista (sem créditos)
- A Thousand and One Nights (1945) – Princesa Armina
- State Fair (1945) – Garota na Montanha Russa (sem créditos)
- Fallen Angel (1945) – Mulher no Madley's Show (sem créditos)
- She Wouldn't Say Yes (1945) – Allura
- The Corpse Came C.O.D. (1947) – Mona Harrison
- Down to Earth (1947) – Georgia Evans
- When a Girl's Beautiful (1947) – Adele Jordan
- Blondie's Anniversary (1947) – Gloria Stafford
- The Prince of Thieves (1948) – Lady Christabel
- I Love Trouble (1948) – Boots Nestor
- The Woman from Tangier (1948) – Nylon
- The Fuller Brush Man (1948) – Miss Sharmley
- The Dark Past (1948) – Laura Stevens
- Ladies of the Chorus (1948) – Mae Martin
- Slightly French (1949) – Yvonne La Tour
- Law of the Barbary Coast (1949) – Lita
- The Crime Doctor's Diary (1949) – Inez Gray
- Make Believe Ballroom (1949) – Adele Jergens
- The Mutineers (1949) – Norma Harrison
- Treasure of Monte Cristo (1949) – Jean Turner
- The Traveling Saleswoman (1950) – Lilly
- Radar Secret Service (1950) – Lila
- Blonde Dynamite (1950) – Joan Marshall
- Side Street (1950) – Lucille 'Lucky' Colner
- Everybody's Dancin' (1950) – Adele Jergens
- Beware of Blondie (1950) – Toby Clifton
- Armored Car Robbery (1950) – Yvonne LeDoux
- Edge of Doom (1950) – Irene
- Blues Busters (1950) – Lola Stanton
- The Sound of Fury (1950) – Velma
- Sugarfoot (1951) – Reva Cairn
- Abbott and Costello Meet the Invisible Man (1951) – Boots Marsden
- Show Boat (1951) – Cameo McQueen (sem créditos)
- Aaron Slick from Punkin Crick (1952) – Gladys
- Somebody Loves Me (1952) – Nola Beach
- Overland Pacific (1954) – Jessie Loraine
- Fireman Save My Child (1954) – Harry's Wife
- The Miami Story (1954) – Gwen Abbott
- The Big Chase (1954) – Doris Grayson
- Strange Lady in Town (1955) – Bella Brown
- Outlaw Treasure (1955) – Rita Starr
- The Cobweb (1955) – Miss Cobb
- The Lonesome Trail (1955) – Mae
- Day the World Ended (1955) – Ruby
- Girls in Prison (1956) – Jenny
- Fighting Trouble (1956) – Mae Randle
- Runaway Daughters (1956) – Dixie Jackson